# Мацоне (Прато)
Мацоне је насеље у Италији у округу Прато, региону Тоскана.
Према процени из 2011. у насељу је живело 365 становника. Насеље се налази на надморској висини од 43 м.